# Néstor Canelón
Néstor Eduardo Canelón Gil (Caracas, Distrito Capital, Venezuela; 19 de agosto de 1991) es un futbolista venezolano que juega como delantero en Dynamo Puerto de la Segunda División de Venezuela.

## Trayectoria
Criado en Parroquia Coche, donde actualmente realiza diversas actividades con jóvenes y niños además de poseer un equipo de fútbol del lugar, llegaría a la Universidad Central de Venezuela a estudiar ciencias políticas, después de haber llegado hasta séptimo semestre de ingeniería en la Universidad Santa María, pasando al equipo de fútbol que hay en la casa de estudios.
Debutaría como profesional en el Universidad Central de Venezuela de la Segunda División de Venezuela como el jugador sub-20 que debía estar por reglamento.
Finalizado el Apertura 2012 llegaría a una prueba de jugadores del Caracas Fútbol Club, club del cual es hincha, quedando seleccionado para jugar por el equipo B. Su aventura por "Los Rojos del Ávila" solo duraría seis meses pese a que tendría una buena temporada e incluso llegaría al primer equipo pero la gran cantidad de figuras que había por ese entonces le impedirían debutar siendo liberado por la dirigencia.
Pese a partir del Caracas Fútbol Club "B" lograría fichar por un equipo de Primera División siendo el Deportivo La Guaira su siguiente destino donde pese a llegar como una incorporación para solo sumar y no estar considerado por el entrenador lograría hacerse un espacio. En este equipo viviría su peor momento al sufrir una fractura del metatarsiano que no sería tratada a tiempo lo cual le traería problemas para volver a jugar y con la dirigencia. Esta situación lo haría dejar el club en mayo de 2015 recalando en el Petare donde volvería tener una buena campaña que esta vez lo llevaría al Deportivo Anzoátegui.
Con el Acorazado Oriental tendría un destacado rendimiento que lo haría jugar por primera vez una copa internacional, la Copa Sudamericana 2016, además de su edición siguiente. Su gran rendimiento con el Deportivo Anzoátegui sumado a problemas económicos con su equipo finiquitaría con ellos para regresar al Caracas Fútbol Club pero esta vez al primer equipo firmando un contrato hasta 2019.
Después de finalizar su participación en la Copa Sudamericana 2019 sería cedido al Santiago Wanderers de Chile donde tendría su primera experiencia en el extranjero.

## Estadísticas

### Clubes
| Universidad Central de Venezuela · Venezuela                                                                                                 | 2ª         | 2010-11    | —  | — | — | — | —  | — | 0  | 0 | 0.0  |
| Universidad Central de Venezuela · Venezuela                                                                                                 | 2ª         | 2011-12    | —  | — | — | — | —  | — | 0  | 0 | 0.0  |
| Universidad Central de Venezuela · Venezuela                                                                                                 | 2ª         | 2012-13    | —  | — | — | — | —  | — | 0  | 0 | 0.0  |
| Universidad Central de Venezuela · Venezuela                                                                                                 | Total club | Total club | 0  | 0 | 0 | 0 | 0  | 0 | 0  | 0 | 0    |
| Caracas Fútbol Club "B" · Venezuela | 2ª         | 2012-13    | 15 | 5 | — | — | —  | — | 15 | 5 | 0.33 |
| Caracas Fútbol Club "B" · Venezuela | Total club | Total club | 15 | 5 | 0 | 0 | 0  | 0 | 15 | 5 | 0.33 |
| Deportivo La Guaira · Venezuela | 1ª         | 2013-14    | 14 | 2 | 3 | 0 | —  | — | 17 | 2 | 0.12 |
| Deportivo La Guaira · Venezuela | 1ª         | 2014-15    | 2  | 0 | 4 | 2 | —  | — | 6  | 2 | 0.33 |
| Deportivo La Guaira · Venezuela | Total club | Total club | 16 | 2 | 7 | 3 | 0  | 0 | 23 | 5 | 0.22 |
| Petare · Venezuela | 1ª         | 2015-16    | 18 | 5 | 1 | 0 | —  | — | 19 | 5 | 0.26 |
| Petare · Venezuela | Total club | Total club | 18 | 5 | 1 | 0 | 0  | 0 | 19 | 5 | 0.26 |
| Deportivo Anzoátegui · Venezuela | 1ª         | 2016       | 40 | 5 | 4 | 1 | 2  | 0 | 46 | 6 | 0.13 |
| Deportivo Anzoátegui · Venezuela | 1ª         | 2017       | 16 | 2 | — | — | 2  | 1 | 18 | 3 | 0.17 |
| Deportivo Anzoátegui · Venezuela | Total club | Total club | 56 | 7 | 4 | 1 | 4  | 1 | 64 | 9 | 0.14 |
| Caracas Fútbol Club · Venezuela | 1ª         | 2017       | 10 | 1 | 1 | 0 | —  | — | 11 | 1 | 0.09 |
| Caracas Fútbol Club · Venezuela | 1ª         | 2018       | 31 | 4 |   | 0 | 6  | 0 | 38 | 4 | 0.0  |
| Caracas Fútbol Club · Venezuela | 1ª         | 2019       | 18 | 4 | — | — | 8  | 0 | 26 | 4 | 0.15 |
| Caracas Fútbol Club · Venezuela | Total club | Total club | 59 | 9 | 2 | 0 | 14 | 0 | 75 | 9 | 0.12 |
| Santiago Wanderers · Chile | 2ª         | 2019       | 9  | 5 | — | — | —  | — | 9  | 5 | 0.56 |
| Santiago Wanderers · Chile | 1ª         | 2020       | —  | — | — | — | —  | — | 0  | 0 | 0.0  |
| Santiago Wanderers · Chile | Total club | Total club | 9  | 5 | 0 | 0 | 0  | 0 | 9  | 5 | 0.56 |
| Total carrera |            |            |    |   |   |   |    |   |    |   |      |
| (1) Incluye datos de Copa Venezuela. (2) Incluye datos de Copa Sudamericana y Copa Libertadores. (3) No incluye goles en partidos amistosos. |            |            |    |   |   |   |    |   |    |   |      |

### Resumen estadístico
| Competición                   | Partidos | Goles | Promedio |
| ----------------------------- | -------- | ----- | -------- |
| Primera División de Venezuela | 149      | 23    | 0.15     |
| Primera B de Chile            | 9        | 5     | 0.56     |
| Copa Libertadores             | 4        | 0     | 0.00     |
| Copa Sudamericana             | 14       | 1     | 0.07     |
| Total                         | --       | --    | --       |

## Palmarés

### Títulos nacionales
| Título         | Club                | País      | Año  |
| -------------- | ------------------- | --------- | ---- |
| Copa Venezuela | Deportivo La Guaira | Venezuela | 2014 |
| Primera B      | Santiago Wanderers  | Chile     | 2019 |